# Mestre qualificado
No contexto do budismo, especialmente no budismo tibetano, a relação de um aluno com um professor (mestre), é de extrema importância. Desta maneira é imprescindível que examinemos bem o professor e procuremos saber qual a sua linhagem, ou seja, como ele chegou aos ensinamentos e de quem recebeu orientação, para que não nos perdemos seguindo um professor equivocado, que muitas vezes nem é um professor autorizado, que leva seus seguidores a mais confusão.